# Wind Music Awards 2010
La quarta edizione dei Wind Music Awards è andata in onda in prima serata su Italia 1 il 2, il 9 e il 16 giugno 2010 dall'Arena di Verona.
Le tre puntate, registrate il 28 e il 29 maggio 2010, sono state condotte da Paola Perego.

## Esibizioni
- Cesare Cremonini - Mondo
- Zero Assoluto - Per dimenticare
- Elisa - Ti vorrei sollevare
- Ligabue - Un colpo all'anima, Quando canterai la tua canzone
- Alessandra Amoroso - Estranei a partire da ieri, Senza nuvole, Arrivi tu
- Emma Marrone - Calore
- Marco Mengoni - Credimi ancora, Stanco (Deeper Inside)
- Biagio Antonacci - Se fosse per sempre, Inaspettata, Ubbidirò (con i Club Dogo)
- Gianluca Grignani - Il più fragile
- Gianna Nannini e Giorgia - Salvami
- Lost - L'applauso del cielo
- Marco Carta - Quello che dai
- Noemi - Per tutta la vita, L'amore si odia (con Fiorella Mannoia)
- Pierdavide Carone - Di notte
- Loredana Errore - Ragazza occhi cielo
- Malika Ayane - Ricomincio da qui
- Sonohra - Good Luck My Friend
- Due di Picche - Faccia come il cuore
- Gigi D'Alessio - Non riattaccare
- Valerio Scanu - Credi in me, Per tutte le volte che...
- Modà - Sono già solo
- Giusy Ferreri - Ciao amore ciao
- J-Ax - Deca Dance
- Neffa - Nessuno
- Luca Napolitano - Forse forse
- Carmen Consoli - Mandaci una cartolina
- Nina Zilli - L'uomo che amava le donne
- Federica Camba - Magari oppure no
- Jessica Brando - Il colore del cuore
- Daniela Pedali - Se mai
- Simona Molinari e Ornella Vanoni - Amore a prima vista
- Irene Fornaciari - Messin' with My Head
- Khorakhanè - Non ho scordato
- Lucio Dalla e Francesco De Gregori - L'anno che verrà
- Renato Zero - Quando parlerò di te, Minuetto
- Massimo Ranieri - Perdere l'amore, Se bruciasse la città
- Claudio Baglioni - Questo piccolo grande amore, Mille giorni di te e di me, E tu come stai?, Niente più, Buona fortuna
- Antonello Venditti - Notte prima degli esami, Sara
- Fiorella Mannoia - Una giornata uggiosa
- Ornella Vanoni - La mia storia tra le dita
- Mario Biondi - No More Trouble
- Pino Daniele e J-Ax - Yes I Know My Way, I vecchietti fanno oh
- Cristiano De Andrè - Il pescatore

Nel corso dell'evento si sono esibiti quattro artisti internazionali:
- David Guetta - Gettin' Over You
- Kylie Minogue - All the Lovers
- B.o.B - Nothin' on You
- Plan B - She Said

## Artisti premiati
Sono stati attribuiti i premi per i CD in base al numero di copie vendute tra maggio 2009 e maggio 2010, suddivisi in tre categorie:
- Multiplatino: 120 000 copie vendute.
- Platino: 60 000 copie vendute.
- Oro: 30 000 copie vendute.

Oltre a questi riconoscimenti sono stati consegnati i seguenti premi:
- Compilation (Multiplatino 120 000 copie, Platino 60 000 copie).
- DVD (Platino).
- Online Single Track (Multiplatino 60.000 unità, Platino 30.000 unità).
- Premio Giovani Artisti.
- Premio alla Carriera
- Premio Speciale Arena di Verona.

Premio CD Multiplatino
- Vasco Rossi, Tracks 2 - Inediti & rarità
- Eros Ramazzotti, Ali e radici
- Andrea Bocelli, My Christmas
- Laura Pausini, Laura Live World Tour 09
- Alessandra Amoroso, Senza nuvole
- Mario Biondi, If
- Luciano Ligabue, Arrivederci, mostro!
- Elisa, Heart
- Emma, Oltre
- Claudio Baglioni, Q.P.G.A.
- Pierdavide Carone, Una canzone pop
- Gianna Nannini,  Giannadream - Solo i sogni sono veri

Premio CD Platino
- Luciano Ligabue, Sette notti in Arena
- Gigi D'Alessio, 6 come sei
- Biagio Antonacci, Inaspettata
- Noemi, Sulla mia pelle
- Marco Mengoni, Re matto e Dove si vola
- Fiorella Mannoia, Ho imparato a sognare
- Francesco Renga, Orchestraevoce
- Franco Battiato, Inneres Auge - Il tutto è più della somma delle sue parti

Premio CD Oro
- Giusy Ferreri, Fotografie
- Loredana Errore, Ragazza occhi cielo
- J-Ax, Deca Dance
- Malika Ayane, Grovigli
- Carmen Consoli, Elettra
- Negramaro, San Siro Live
- Giovanni Allevi, Arena di Verona
- Valerio Scanu, Per tutte le volte che... e Valerio Scanu
- Luca Napolitano, Vai
- Neffa, Sognando contromano
- Zero Assoluto, Sotto una pioggia di parole

Premio Compilation Platino
- Super Sanremo 2010
- Ti lascio una canzone
- Io canto
- Sfida  e 9

Premio DVD Platino
- Tiziano Ferro, Alla mia età Live in Rome
- Pooh, Ancora una notte insieme - L'ultimo concerto

Online Single Track Multiplatino
- Artisti Uniti per l'Abruzzo, Domani 21/04.2009
- Jovanotti, Baciami ancora

Online Single Track Platino
- Noemi e Fiorella Mannoia, L'amore si odia
- Gianna Nannini e Giorgia, Salvami
- Noemi, Per tutta la vita
- Elisa, Ti vorrei sollevare
- Valerio Scanu, Per tutte le volte che...
- Malika Ayane, Ricomincio da qui

Premio Giovani Artisti
- Daniela Pedali
- Federica Camba
- Jessica Brando
- Khorakhanè
- Lost
- Modà
- Nina Zilli
- Simona Molinari
- Sonohra

Premio alla carriera
- Ornella Vanoni

Premio Speciale Arena di Verona
- Antonello Venditti
- Cristiano De André
- Fiorella Mannoia
- Giorgia
- Pino Daniele
- Renato Zero

## Ascolti
| Puntata | Puntata        | Telespettatori | Share  |
| ------- | -------------- | -------------- | ------ |
| 1       | 2 giugno 2010  | 2.524.000      | 12,61% |
| 2       | 9 giugno 2010  | 2.367.000      | 11,77% |
| 3       | 16 giugno 2010 | 1.776.000      | 9,46%  |
| Media   | Media          | 2.222.300      | 11,28% |